# Pulverturm (Oldenburg)

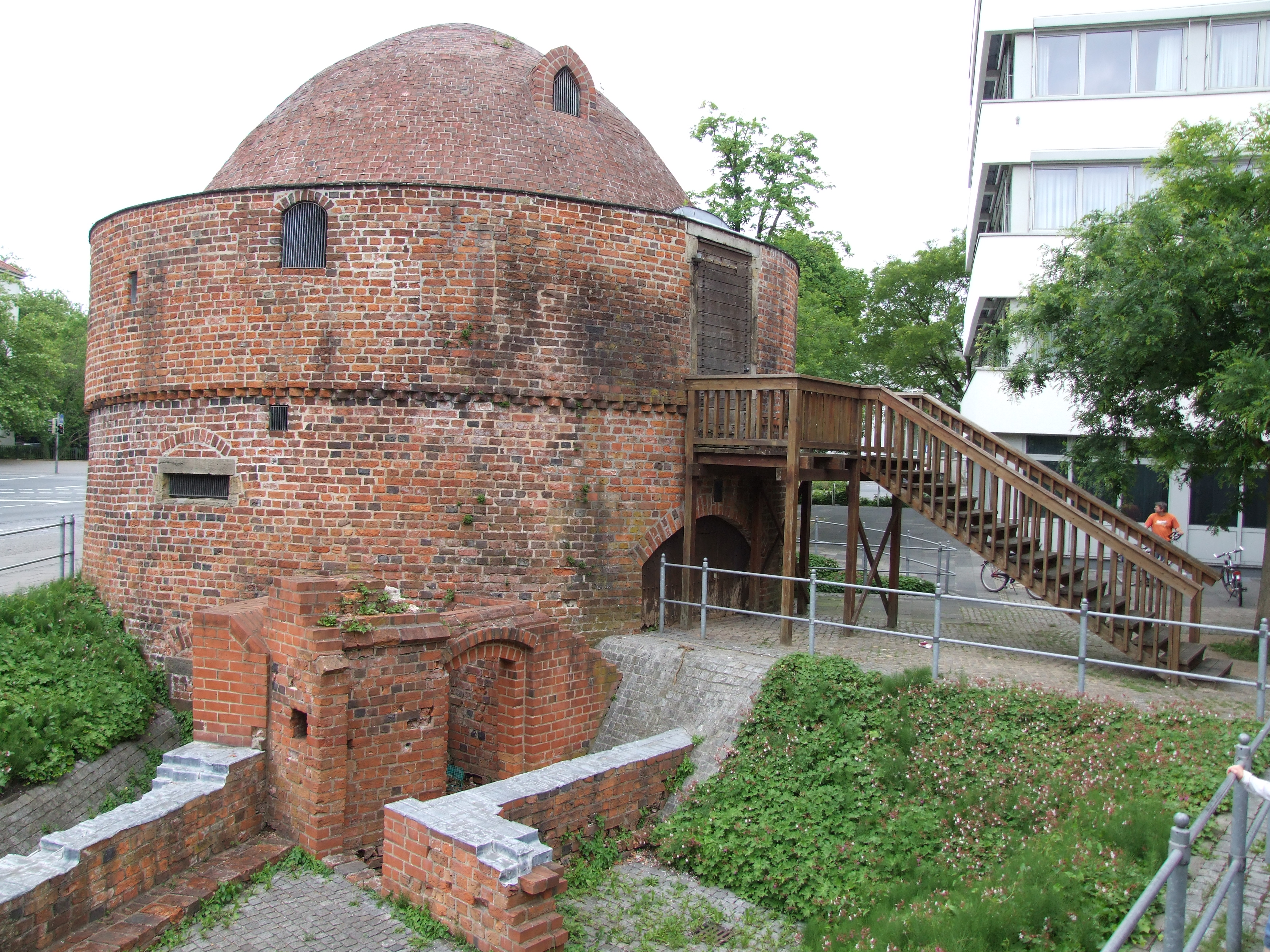
Pulverturm mit Resten der alten Stadtmauer

Der Pulverturm ist das letzte noch erhaltene Gebäude der ehemaligen Stadtbefestigung von Oldenburg, Niedersachsen.

## Geschichte
Als Baujahr für den Großen Zwinger vor dem Eversten Tor wird in der Literatur das Jahr 1529 angegeben. Das Gebäude bestand zunächst aus einem flachen Geschützturm über einem Gewölbe. Mit dem Ausbau der Oldenburger Befestigungsanlagen Anfang des 17. Jahrhunderts ist vermutlich der Turm über dem Zwinger mit seinem Kegeldach entstanden. Die früheste Darstellung mit Kegeldach stammt aus dem Jahr 1625.
Als Teil des Eversten-Tores, bestehend aus Tor mit darüberliegendem Kommandantenhaus, Brücke und Turm, wurde der Turm in der Zeit der dänischen Festung (1730–1765) als Pulverturm genutzt und diente nach Aufgabe der Festung von 1765 bis circa 1900 als Eiskeller (Vorratsraum) für das nahe Schloss. Das gewölbte Eversten-Tor wurde 1814 und die doppelte Gewölbebrücke 1842 abgebrochen.

## Restaurierung und Nutzung
Im Jahr 1964 ging der Turm vom Land Niedersachsen in das Eigentum der Stadt Oldenburg über. Nach Instandsetzung der Kuppel im Jahr 1965 wurde der Pulverturm 1966 unter Denkmalschutz gestellt.
Seit 1988 wird der Kuppelraum für Kulturveranstaltungen sowie Kunst- und Keramikausstellungen genutzt.
Zur Untersuchung der Turmfundamente wurden 1992 Grabungen durchgeführt. Die Grabungen wurden dann 1993 durch das Institut für Denkmalpflege aus Hannover in Zusammenarbeit mit der Stadt Oldenburg ausgedehnt. In den Jahren 1995 und 1996 erfolgten Restaurierungs- und Rekonstruktionsmaßnahmen am Pulverturm und den aufgefundenen Mauerresten.
Im Jahr 2005 wurde das Gebäude für Dreharbeiten für eine geschichtswissenschaftliche Dokumentation des WDR genutzt.
Ausgleichsschichten im Mauerwerk belegen, dass die Neigung des Turmes Richtung Schlosswall bereits während oder kurz nach der Bauzeit entstanden ist. Setzungskontrollen in den letzten Jahren haben keine weitere Neigung des Gebäudes erkennen lassen.